# Faouzi Bourenane
Faouzi Bourenane (Algeri, 24 febbraio 1994) è un ex calciatore algerino, di ruolo centrocampista.

## Carriera
Ha giocato nella massima serie dei campionati ceco ed algerino.

## Statistiche

### Presenze e reti nei club
| Stagione             | Squadra              | Campionato           | Campionato | Campionato | Coppe nazionali | Coppe nazionali | Coppe nazionali | Coppe continentali | Coppe continentali | Coppe continentali | Altre coppe | Altre coppe | Altre coppe | Totale | Totale |
| Stagione             | Squadra              | Comp                 | Pres       | Reti       | Comp            | Pres            | Reti            | Comp               | Pres               | Reti               | Comp        | Pres        | Reti        | Pres   | Reti   |
| -------------------- | -------------------- | -------------------- | ---------- | ---------- | --------------- | --------------- | --------------- | ------------------ | ------------------ | ------------------ | ----------- | ----------- | ----------- | ------ | ------ |
| 2013-feb. 2014       | Dinamo Dresda        | 2B                   | 0          | 0          | CG              | 0               | 0               | -                  | -                  | -                  | -           | -           | -           | 0      | 0      |
| feb.-giu. 2014       | Graffin Vlašim       | 2L                   | 11         | 2          | CRC             | 0               | 0               | -                  | -                  | -                  | -           | -           | -           | 11     | 2      |
| feb.-giu. 2016       | Ústí nad Labem       | 2L                   | 6          | 0          | CRC             | 0               | 0               | -                  | -                  | -                  | -           | -           | -           | 6      | 0      |
| 2016-gen. 2017       | Příbram              | 1L                   | 2          | 0          | CRC             | 0               | 0               | -                  | -                  | -                  | -           | -           | -           | 2      | 0      |
| gen.-giu. 2017       | USM Alger            | L1                   | 8          | 1          | -               | -               | -               | CCL                | 4                  | 0                  | -           | -           | -           | 12     | 1      |
| 2017-gen. 2018       | USM Alger            | L1                   | 2          | 0          | -               | -               | -               | -                  | -                  | -                  | -           | -           | -           | 2      | 0      |
| Totale USM Alger     | Totale USM Alger     | Totale USM Alger     | 10         | 1          |                 | -               | -               |                    | 4                  | 0                  |             | -           | -           | 14     | 1      |
| gen.-giu. 2018       | CR Belouizdad        | L1                   | 9          | 2          | -               | -               | -               | CCC                | 3                  | 0                  | -           | -           | -           | 12     | 2      |
| 2018-gen. 2019       | CR Belouizdad        | L1                   | 11         | 1          | -               | -               | -               | -                  | -                  | -                  | -           | -           | -           | 11     | 1      |
| Totale CR Belouizdad | Totale CR Belouizdad | Totale CR Belouizdad | 20         | 3          |                 | -               | -               |                    | 3                  | 0                  |             | -           | -           | 23     | 3      |
| gen.-giu. 2019       | AS Aïn M'lila        | L1                   | 9          | 0          | -               | -               | -               | -                  | -                  | -                  | -           | -           | -           | 9      | 0      |
| Totale carriera      | Totale carriera      | Totale carriera      | 58         | 6          |                 | 0               | 0               |                    | 7                  | 0                  |             | -           | -           | 65     | 6      |